# Желю Минчев
Желю Михайлов Минчев е български оперен певец, баритон.

## Биография
Желю Минчев е роден на 18 март 1888 година в Хасково в семейството на Михаил Минчев. През 1906 година заминава да учи пеене в Женевската консерватория. Специализира в Милано, Неапол, Париж.
При избухването на Балканската война в 1912 година е доброволец в Македоно-одринското опълчение, във втора рота на Лозенградска дружина.
Участва в Първата световна война. За героични прояви във войната през 1915 година е награден с военен орден „За храброст“ III, степен.
Умира през 1972 година.